# Xena – Die Kriegerprinzessin
Xena – Die Kriegerprinzessin ist eine in den Jahren 1995 bis 2001 produzierte US-amerikanisch-neuseeländische Fernsehserie, die als Ableger der Serie Hercules entstand. Die Serie, die dem Fantasy-Genre zugerechnet wird, spielt lose in der griechischen Mythologie und wurde in Neuseeland gedreht.

## Vorspann
Original-Vorspann: “In a time of ancient gods, warlords and kings, a land in turmoil cried out for a hero. She was Xena, a mighty princess forged in the heat of battle. The power, the passion, the danger. Her courage will change the world.”
Deutscher Vorspann: „In einer Zeit, als die alten Götter herrschten, schrie das Land, das Kriegsherren und Könige in Aufruhr versetzten, geradezu nach einer Heldin, die für das Gute kämpfte. Xena folgte dem Ruf, die Kriegerprinzessin, die ihre Stärke in wilden Schlachten erworben hatte. Mit ihrer Kraft und ihrer Leidenschaft trotzte sie jeder Gefahr. Ihr Mut sollte die Welt verändern.“

## Handlung
Xena ist eine gnadenlose Kriegerin, die anfangs als Anführerin von Gesetzlosen raubt, mordet und plündert. Durch das Einwirken von Hercules besinnt sie sich jedoch. Als sie eines Tages auf die Bardin Gabrielle trifft, deren Lebensenergie und Reinheit sie verändert, kämpft sie von nun an für das Gute. Durch ihre außergewöhnliche Kampftechnik und mit Hilfe von besonderen Waffen (zum Beispiel dem Chakram) gelingt es ihr immer wieder, ganze Armeen und sogar Götter zu besiegen, doch teilweise fordert der Sieg hohe Opfer. Auch von ihrer Vergangenheit wird Xena immer wieder eingeholt. Xena hat zwei Kinder, Solan – getötet von Gabrielles Tochter Hope – und Eve. Solans Vater ist der Kriegsherr Borias, mit dem Xena über Jahre zusammen war. Sie übergab Solan an Zentauren, da sie Angst hatte, er würde durch sie eine Zielscheibe und sie sowieso keine gute Mutter sein.
In Staffel 2 wird Solan zum ersten Mal erwähnt und ist ab dann in einigen Folgen zu sehen, bis er schließlich in Staffel 3 stirbt. Als Xena noch sehr jung war, ermordete ihre Mutter Cyrene Xenas Vater Artius, um ihre Familie zu schützen. Cyrene taucht in mehreren Folgen auf und hat eine zum Teil tragende Rolle.
Im Verlauf der sechs Staffeln verschlägt es Xena und ihre Gefährtin Gabrielle nicht nur ins antike Griechenland, sondern auch nach Rom, China, Indien, Britannien, Ägypten, Japan und Germanien.
Die Serie verknüpft die fiktiven Abenteuer der Heldinnen mit verschiedenen Mythologien und Religionen sowie mit historischen Ereignissen. So treten in vielen Folgen Figuren aus der Mythologie auf, wie z. B. Odysseus. Aber auch historische Figuren spielen in der gesamten Serie eine große Rolle: u. a. Julius Caesar, Augustus, Kleopatra und Homer.

## Hauptfiguren
Xena: Nachdem der Kriegsherr Cortese ihr Heimatdorf Amphipolis überfallen und ihren jüngeren Bruder ermordet hatte, startete die junge Xena einen Rachefeldzug und wurde selbst zu einer grausamen Kriegerin, die mit einem marodierenden Heer durchs Land zog. Erst durch die Begegnung mit Hercules wird sie geläutert und beschließt, nur noch für das Gute zu kämpfen. In Gabrielle findet sie eine treue Freundin und Familienersatz. Doch Xena neigt noch immer zu Jähzorn und wird ein ums andere Mal auf die Probe gestellt und immer wieder von ihrer dunklen Vergangenheit eingeholt.
Gabrielle: Als das aufgeweckte, fantasievolle, etwas geschwätzige Mädchen aus dem kleinen Dorf Poteidaia gegen ihren Willen verheiratet werden soll, schließt sie sich Xena an und reist mit ihr um die Welt. Gabrielle ist eine begabte Geschichtenerzählerin, die sich anfangs vor allem mit Worten aus Gefahrensituationen rettet, bis sie nach und nach die Kampfkunst erlernt. Im Laufe der Jahre an Xenas Seite macht sie eine tiefgehende Entwicklung durch und wird unter anderem zur Amazonenkönigin ernannt.
Joxer: Er hält sich selbst für einen großen Krieger, ist aber in Wahrheit ein ziemlicher Tollpatsch, der von einem Fettnäpfchen ins nächste tritt. Da sich hinter seinem protzigen Gehabe und seiner Tollpatschigkeit jedoch ein gutes Herz verbirgt, wird er im Laufe der Zeit ein enger Freund von Xena und Gabrielle. Er ist zudem unglücklich in Gabrielle verliebt, die in ihm nur einen Freund sieht. Joxer stammt aus Athen und hat zwei Zwillingsbrüder, den Auftragsmörder Jett und den Sänger Jace. Er wird von Livia getötet.
Callisto: Als junges Mädchen musste sie mitansehen, wie Xenas Heer ihr Dorf Cirra überfiel und ihre Familie tötete. So entwickelte sich Callisto ebenfalls zu einer grausamen Kriegerin und zu Xenas Nemesis. Immer wieder kommt es zwischen der rachsüchtigen Callisto und der geläuterten Xena zu Kämpfen auf Leben und Tod. Am Ende erfährt Callisto jedoch Erlösung und wird als Xenas Tochter Eve wiedergeboren.
Ares: Er ist der Gott des Krieges und ehemaliger Mentor von Xena. Im Laufe der Jahre lässt er nichts unversucht, um Xena wieder zu einer mordlustigen Kriegerin zu machen, und wendet zahlreiche heimtückische Tricks an. In vielen Situationen zeigt sich jedoch, dass Ares echte Gefühle für Xena hat und Xena auch für ihn. Schließlich opfert er sogar seine Unsterblichkeit für sie.
Eve: Sie ist Xenas Tochter und die Wiedergeburt von Callisto. Während Xena und Gabrielle 25 Jahre lang im ewigen Eis gefangen sind, wächst sie in Rom zu einer grausamen Kriegerin heran und nennt sich Livia. Doch es gelingt Xena, ihre Tochter zu läutern. Aus Eve wird eine Pazifistin und Prophetin, die die Lehre von Eli verbreitet, welche dem Christentum nachempfunden ist.

## Hintergrund
Aufgrund äußerer Umstände waren die Drehbuchautoren mehrfach zu ungewöhnlichen Einfällen gezwungen. Da sich Hauptdarstellerin Lucy Lawless während der 2. Staffel schwer verletzte und nicht drehen konnte, wurde Xenas Seele in den Körper ihrer Todfeindin Callisto versetzt, so dass Callisto-Darstellerin Hudson Leick in mehreren Episoden die Hauptrolle übernehmen und Lucy Lawless vertreten konnte. Auch Lawless’ Schwangerschaft während der Produktion der fünften Staffel zwang die Drehbuchautoren zu ungeplanten Änderungen, welche die Serie maßgeblich beeinflussten.
1999 geriet die Serie in die Kritik der hinduistischen Gemeinde in den USA, da sie Hindu-Gottheiten beleidigend darstelle und zur „billigen Unterhaltung“ nutze.

## Kritik
Die Serie war (wie auch der Vorgänger Hercules) umfangreicher Kritik ausgesetzt. Bemängelt wurden insbesondere die Kostüme, die mit der zeitgenössischen Kleidung in der Antike kaum etwas gemein hatten, das wahllose und anachronistische Durcheinanderwürfeln antiker Mythen und Geschichte und die oft trashige Inszenierung.
Trotz der zahlreichen Kritiken gewann die Serie eine große Fangemeinde.

## Rezeption
Xena gewann, insbesondere durch den vielfältig in die verschiedenen Charaktere und Handlungen, vor allem aber den in die Beziehung zwischen den beiden Charakteren Xena und Gabrielle interpretierten, lesbischen Subtext große Bekannt- und Beliebtheit auch weit über die Zeit der Produktion und Ausstrahlung der Serie hinaus. Verschiedene an der Produktion beteiligte Personen und Darsteller haben wiederholt bestätigt, dass diese Facette der Rezeption dabei wahrgenommen, begrüßt und teilweise bewusst bei der Entwicklung der Charaktere aufgenommen wurde.

„[Es] wimmelt […] in der Serie nur so von Lesben und solchen, die es werden wollen… […] [Es] geht […] bei Xena immer um das Eine: die Liebe zwischen zwei Frauen. Dass es so ist, daran besteht kein Zweifel, denn immerhin sprechen sowohl die Kriegerprinzessin als auch die Bardin dies geradezu inflationär oft aus. […] [Es schleicht] sich immer der in Fankreisen berühmte ‚Subtext‘ [ein]: die Andeutung, dass die beiden jungen Frauen eine lesbische Beziehung führen – ein Umstand, der erst durch das wunderbare Zusammenspiel der beiden Schauspielerinnen zustande kam, von den Serienverantwortlichen aber freudig aufgegriffen wurde. Keine Gelegenheit wird ausgelassen, auf eine mögliche Liebesbeziehung zwischen beiden anzuspielen. […] Und […] oft [wird] der ‚Subtext‘ zum ‚Maintext‘: Wenn die beiden Frauen wieder einmal bereit sind, ihr eigenes Leben für das der Freundin zu opfern; wenn sie sich wieder einmal ihre Liebe gestehen (was wegen seiner Darstellung in der Serie trotz des etwas anderen Gebrauch des Ausdrucks ‚I love you‘ im Englischen eigentlich keine doppelte Deutung zulässt); wenn sie herausstellt, dass sie Seelenverwandte sind und bereits in ihrem vergangenen Leben zusammengehörten, ist klar, dass ihre Beziehung weitaus mehr ist als ‚nur‘ eine Freundschaft.“

Bis heute gilt Xena in der LGBT-Gemeinschaft nicht nur als die „Mainstream“-Serie mit dem stärksten und am breitesten wahrgenommenen lesbischen Subtext, sondern auch als wichtiger Meilenstein bei der Popularisierung lesbischer Themen in der breiten Öffentlichkeit, und wird in diesem Zusammenhang noch immer häufig erwähnt und zitiert:

Xena ushered in the golden age of lesbian subtext. For six seasons between 1995 and 2001, the show’s writers danced around the issue of the Warrior Princess’ relationship with Gabrielle. Perpetual innuendo, running jokes and subtle references to Xena and Gabby’s sexuality permeated the plot and dialogue. And though Lucy Lawless is on record as calling the couple ‘married,’ the show’s creative team never offered up a definitive answer about their relationship.

„Xena leitete das Goldene Zeitalter des lesbischen Subtexts ein. Sechs Staffeln lang, zwischen 1995 und 2001, tanzten die Autoren der Serie um das Thema der Beziehung der Kriegerprinzessin zu Gabrielle herum. Andauernde Anspielungen, Running Jokes und subtile Hinweise auf Xenas und Gabbys Sexualität durchdrangen den Plot und die Dialoge. Und obwohl Lucy Lawless bekanntermaßen das Paar als ‚verheiratet‘ bezeichnet hat, hat das kreative Team der Serie nie eine definitive Antwort über ihre Beziehung geliefert.“

## Auszeichnungen
Joseph LoDuca erhielt für die Musik, die er für die Serie komponierte, 2000 einen Emmy sowie insgesamt fünfmal den ASCAP Film and Television Music Award.

## Astronomie

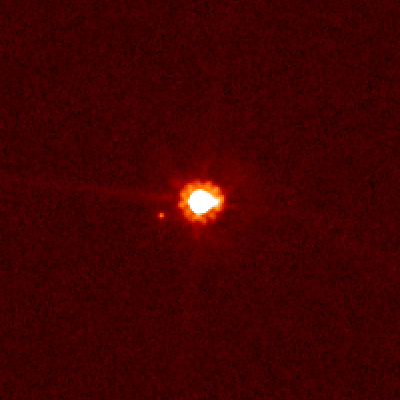
Eris und Dysnomia, aufgenommen vom Hubble-Weltraumteleskop 2006

Am 21. Oktober 2003 wurde ein transneptunisches Objekt entdeckt, das zunächst die provisorische Bezeichnung 2003 UB313 erhielt. Die Arbeitsgruppe nannte es jedoch „Xena“ und den dazugehörigen Trabanten „Gabrielle“. Diese Bezeichnungen wurden jedoch nicht offiziell. Seit dem 13. September 2006 heißt das Objekt Eris und der Trabant Dysnomia. Dysnomia war in der griechischen Mythologie die Dämonin der Gesetzlosigkeit, was auf den Namen der Schauspielerin Lucy Lawless anspielt.